# Тароко (національний парк)
Національний парк Тароко (кит. трад.: 太魯閣國家公園; піньїнь: Tàilǔgé Gúojiā Gōngyuán; певедзі: Thài-ló͘-koh Kok-ka Kong-hn̂g) — один із дев'яти національних парків Тайваню, названий на честь ущелини Тароко, визначної ущелини парку, висіченої річкою Ліу. Парк охоплює муніципалітет Тайчжун, повіти Наньтоу та Хуалянь і розташований у містечку Сіулінь повіту Хуалянь, Тайвань.

## Історія

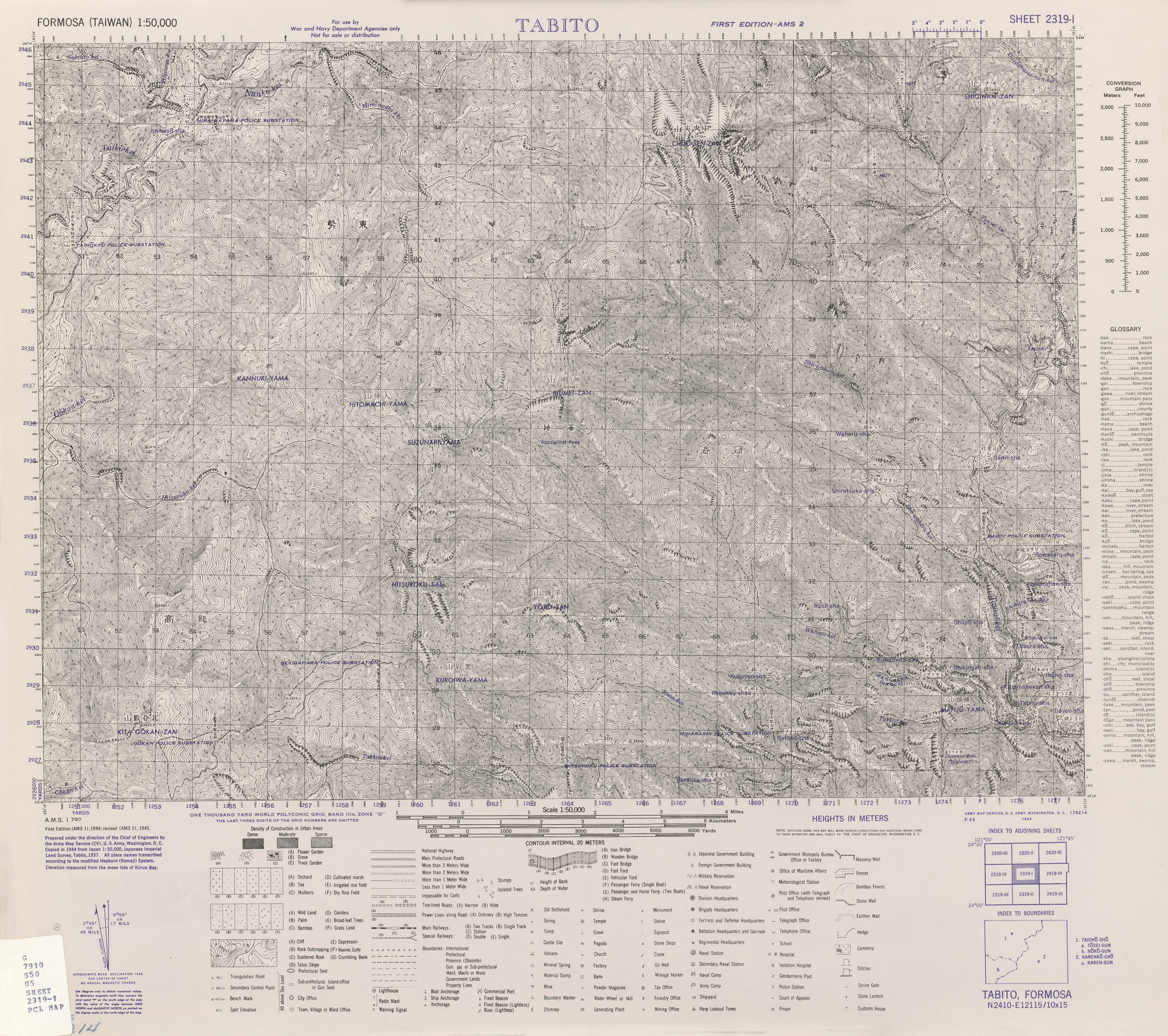
Карта району Тароко (1944)

Цей національний парк спочатку був заснований як Tsugitaka-Taroko National Park (яп. 次高タロコ國立公園, Tsugitaka Taroko kokuritsu kōen) — генерал-губернатором Тайваню 12 грудня 1937 року, коли Тайвань був частиною Японської імперії. Після поразки Японської імперії у Другій світовій війні Китайська Республіка захопила Тайвань. Невдовзі, 15 серпня 1945 року уряд Китайської Республіки скасував парк. Лише 28 листопада 1986 року його статус було відновлено.
Національний парк Тароко займає площу 92 000 гектарів (360 квадратних миль). Він розташований в повіті Хуалянь, місті Тайчжун і повіті Наньтоу. На його території розміщені унікальні геологічні і природні ресурсів, включаючи двадцять сім вершин заввишки понад 3000 метрів (9800 футів), розташованих у гірських хребтах Цілай і Наньху та навколо них. Територія парку також включає мармурову ущелину Тароко, скелю Ціншуй, стежку вздовж річки Шакаданг і водоспади стежки Байянг.
Центральне шосе між островами (провінційне шосе 8) простягається від азіатських тропічних листяних лісів до високогірних соснових і кедрових лісів, тамтешні водоспади називаються райськими.

## Походження назви
Назва «Тароко» (太魯閣) походить від племені труку, корінної групи, офіційно визнаної урядом Тайваню у 2004 році. Плем'я труку спочатку проживало у верхній частині річки Чжуоші (濁水溪), перш ніж мігрувати на схід до округу Хуалянь через гору Цілай (на горі Цілай: мова труку називається «Клбіюнь») до річки Ліу. Плем'я труку продовжує проживати в окрузі Хуалянь, у тому числі в межах спеціального національного парку.

## Геологія

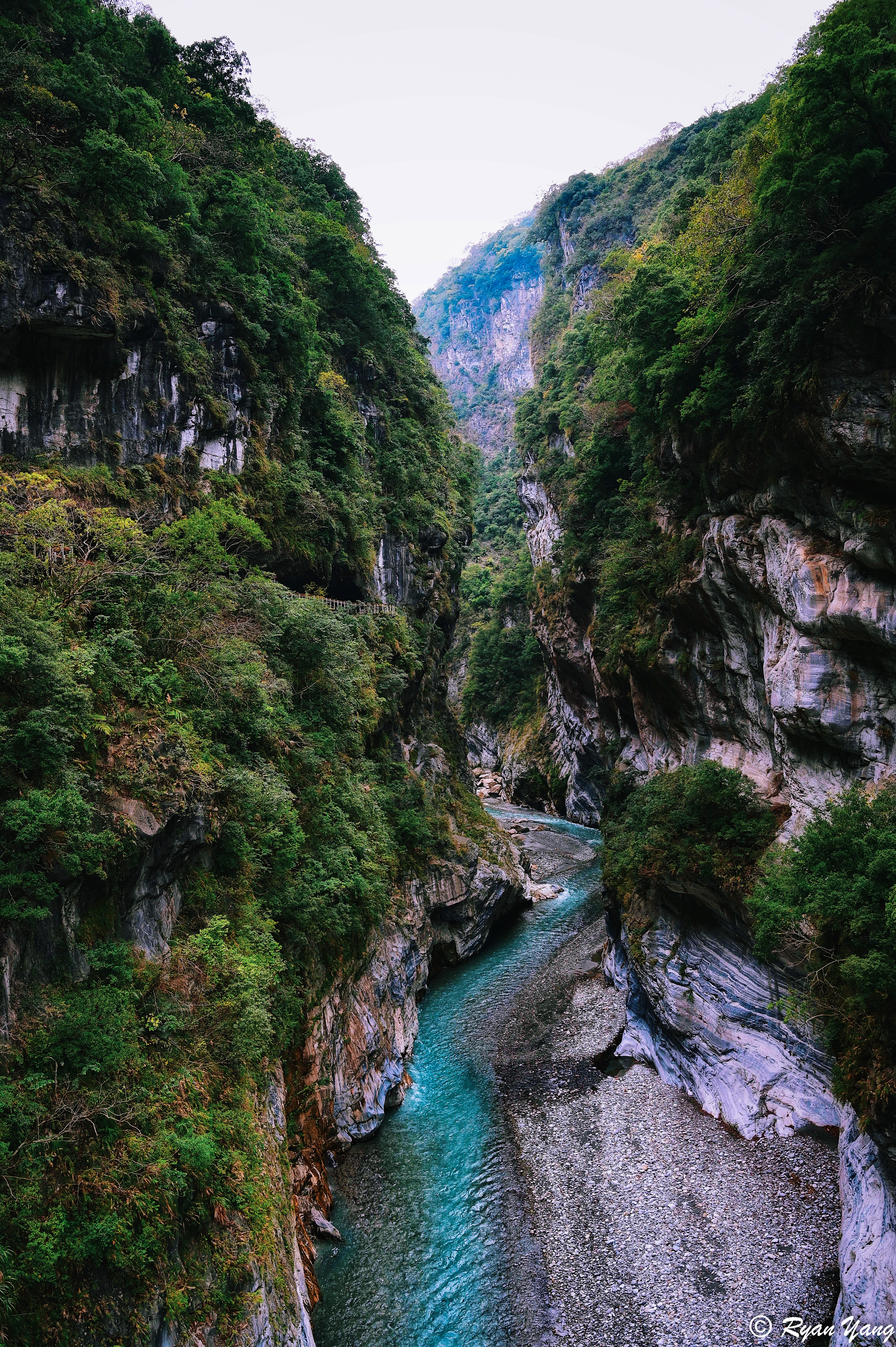
Ущелина Тароко і річка Ліву

Острів Тайвань утворився внаслідок зіткнення Філіппінської та Євразійської плит, відомого як орогенез Пенлай. Цей рух відбувся близько чотирьох мільйонів років тому і спричинив формування Центрального гірського хребта, який проходить з півночі на південь через більшу частину Тайваню. Навіть сьогодні зміщення тектонічних плит триває, і ця область продовжує підніматися на кілька міліметрів щороку.
Мармурові утворення виявились лише після мільйонів років ерозії та подальшого підняття. Залишки карбонату кальцію накопичилися приблизно 230 мільйонів років тому. Ці відкладення під впливом часу, тиску і атмосферних явищ поступово літифікувалися у вапняк, який, у свою чергу, перетворився на мармур. Коли Тайвань піднявся під тиском зіткнення плит, ерозійні сили вивітрювання та води спрацювали, щоб вирізати ущелини, які ми бачимо сьогодні.
Річкова ерозія ґрунту, що постійно піднімається, у поєднанні з сильними субтропічними дощами призвела до швидкої трансформації ландшафту. Мармур, який є відносно твердим і стійким до ерозії, все ж поступився цим силам, що призвело до утворення надзвичайно крутих і вузьких каньйонів.
Сама ущелина була вирізана в мармурі ерозійною силою річки Ліву.
Територія парку включає окремі пам'ятки природи:
- Тунель дев'яти поворотів (九曲洞 Jiuqudong) (Відкритий у листопаді 2017 р.)
- Святиня Вічної Весни
- Єнзікоу, Стежка гроту ластівки (燕子口)
- Парк Цзіньхен (靳珩公園)
- Міст Циму, міст Матері (慈母橋)
- Tianxiang[zh]
- Скеля Чжуйлу (錐麓斷崖)
- Міст Люфан (流芳橋)
- Даюлінг (大禹嶺)
- Булуован (布洛灣)
- Скелі Ціншуй (清水斷崖)
- Стежка Шакаданг
- Храм Чангуан (禪光寺)
- Стежка Байян (白楊步道)

## Транспорт
До національного парку Тароко зазвичай можна дістатися з міста Хуалянь, де поруч із залізничною станцією Хуалянь є різноманітні екскурсії, автобуси та інші варіанти транспорту. Найближча залізнична станція до парку — станція Xincheng Тайванської залізничної адміністрації, розміщується приблизно за 7 кілометрів від головного офісу парку. Через віддаленість станції від  парку відвідувачі зазвичай користуються численними туристичними автобусами та таксі.

## Галерея

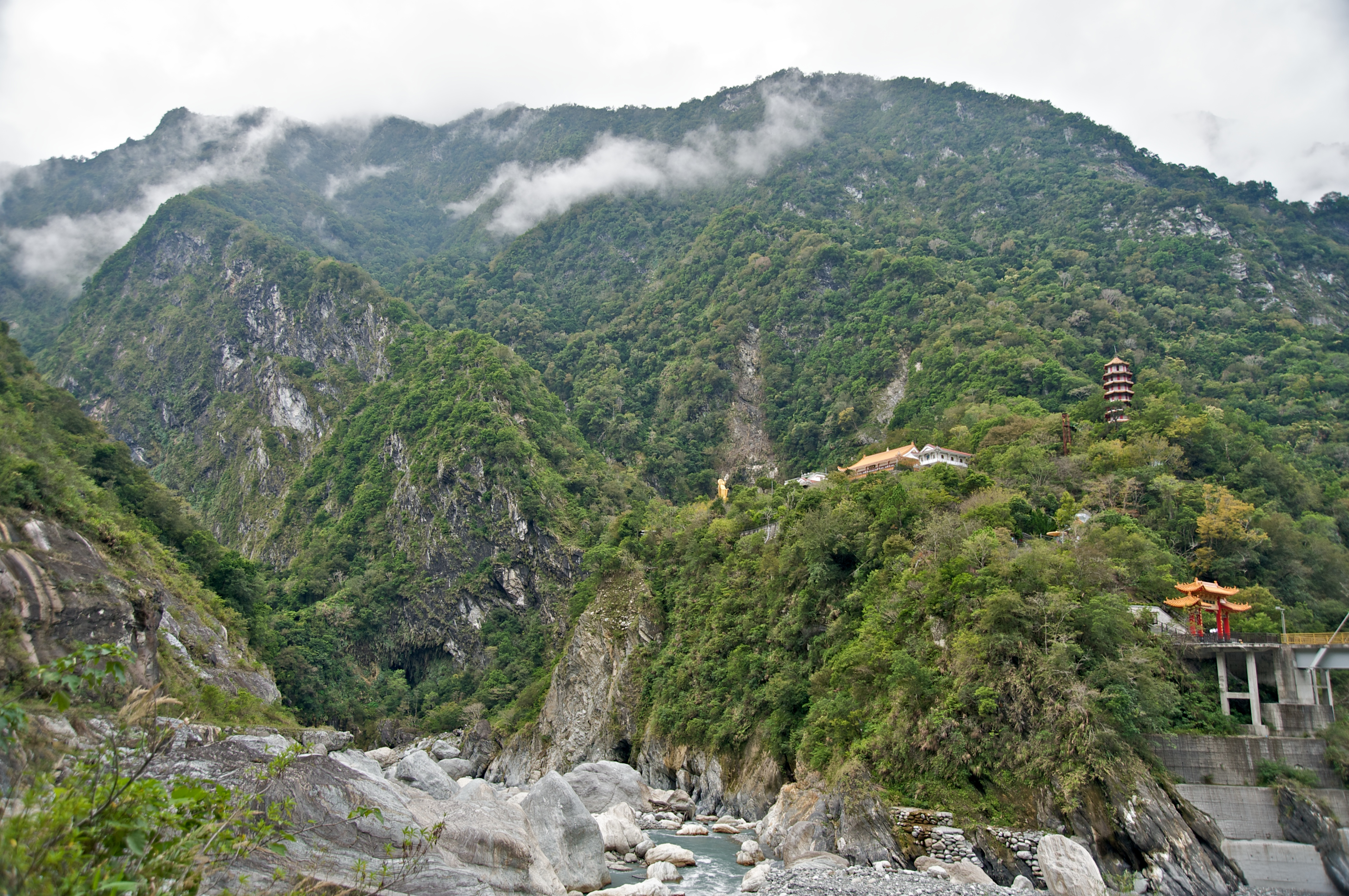
Храм Сянде в Тяньсяні
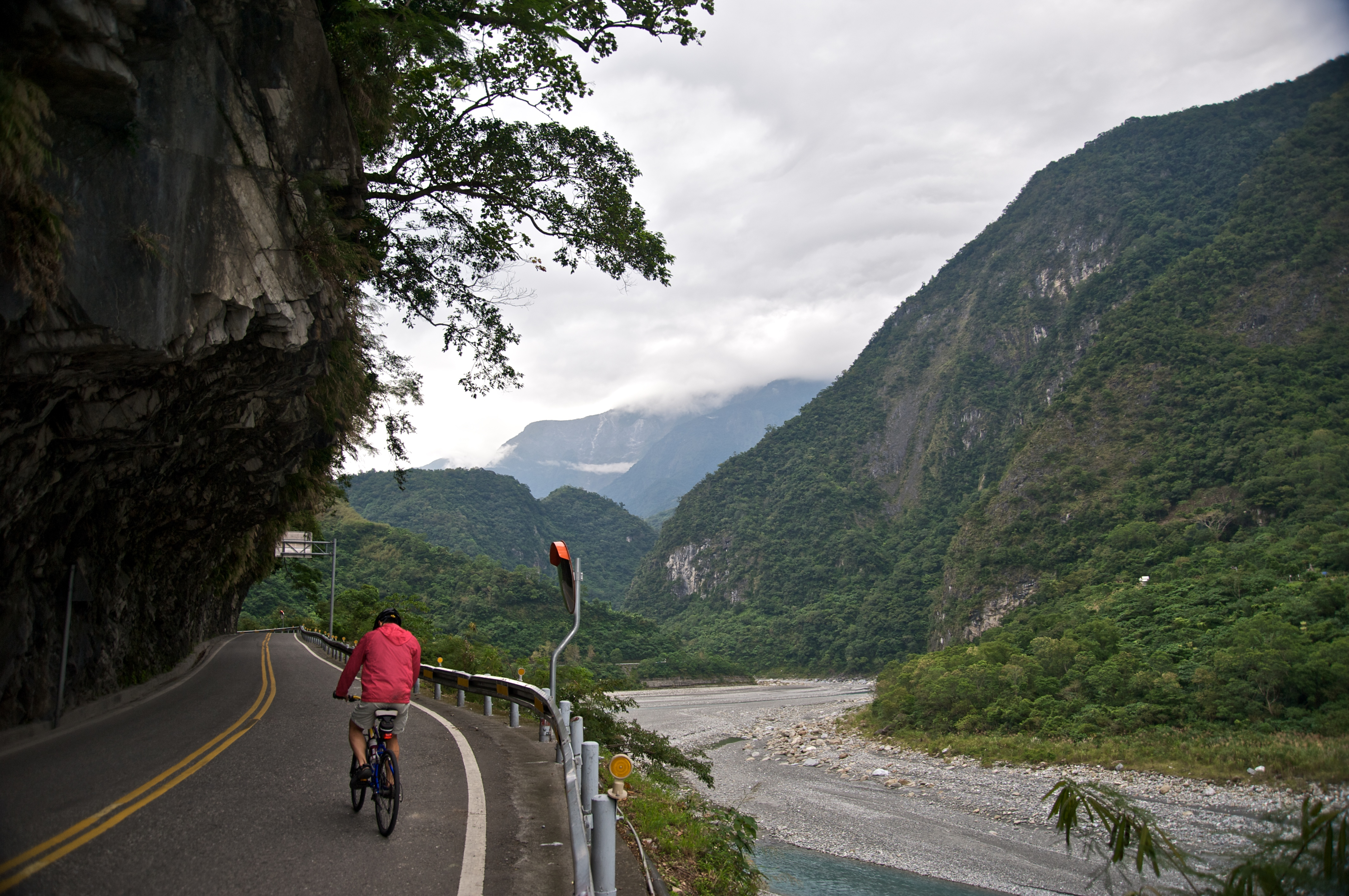
Їзда на велосипеді в гору
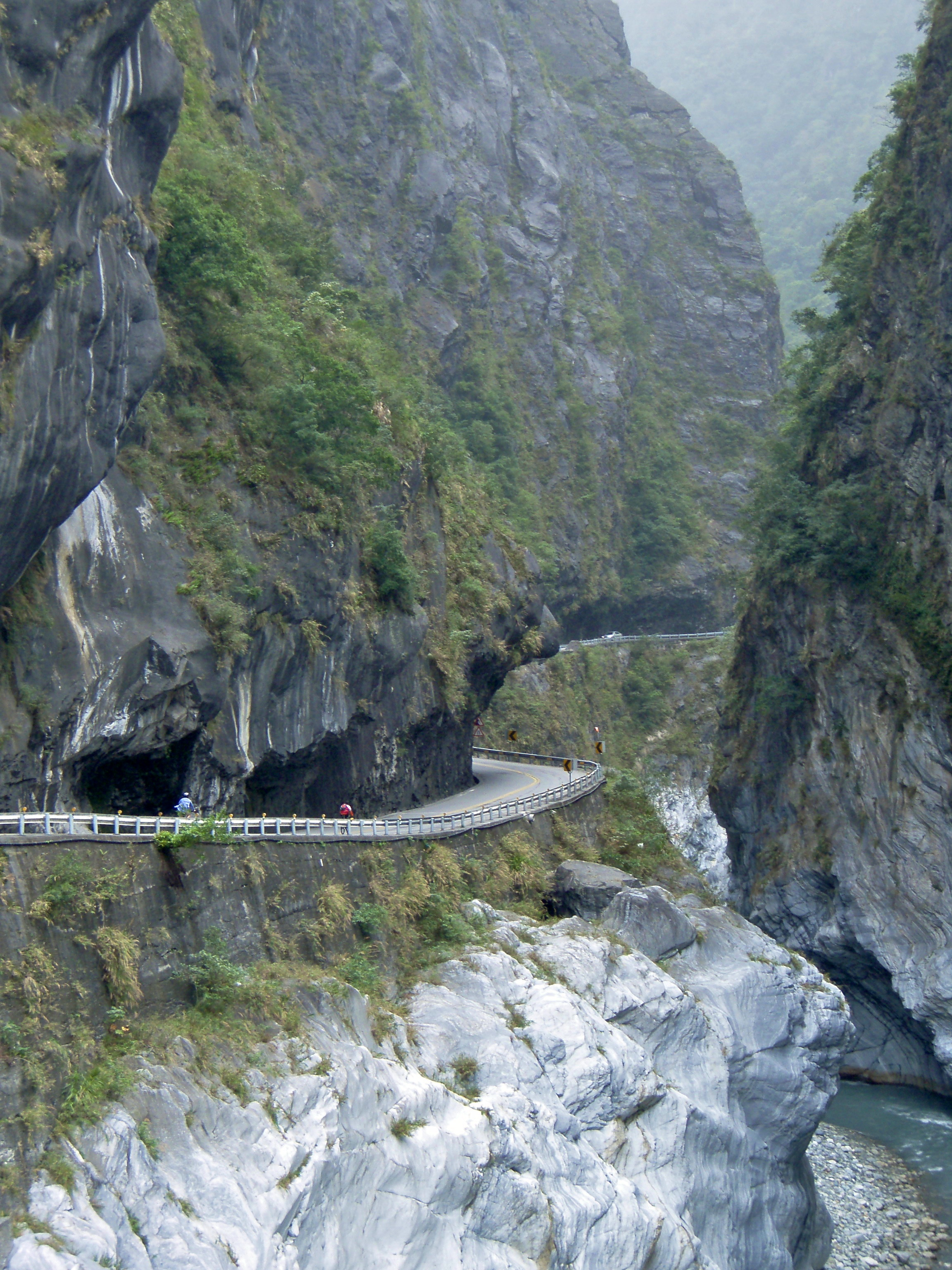
Велосипедисти ділять вузькі дороги з автотранспортом
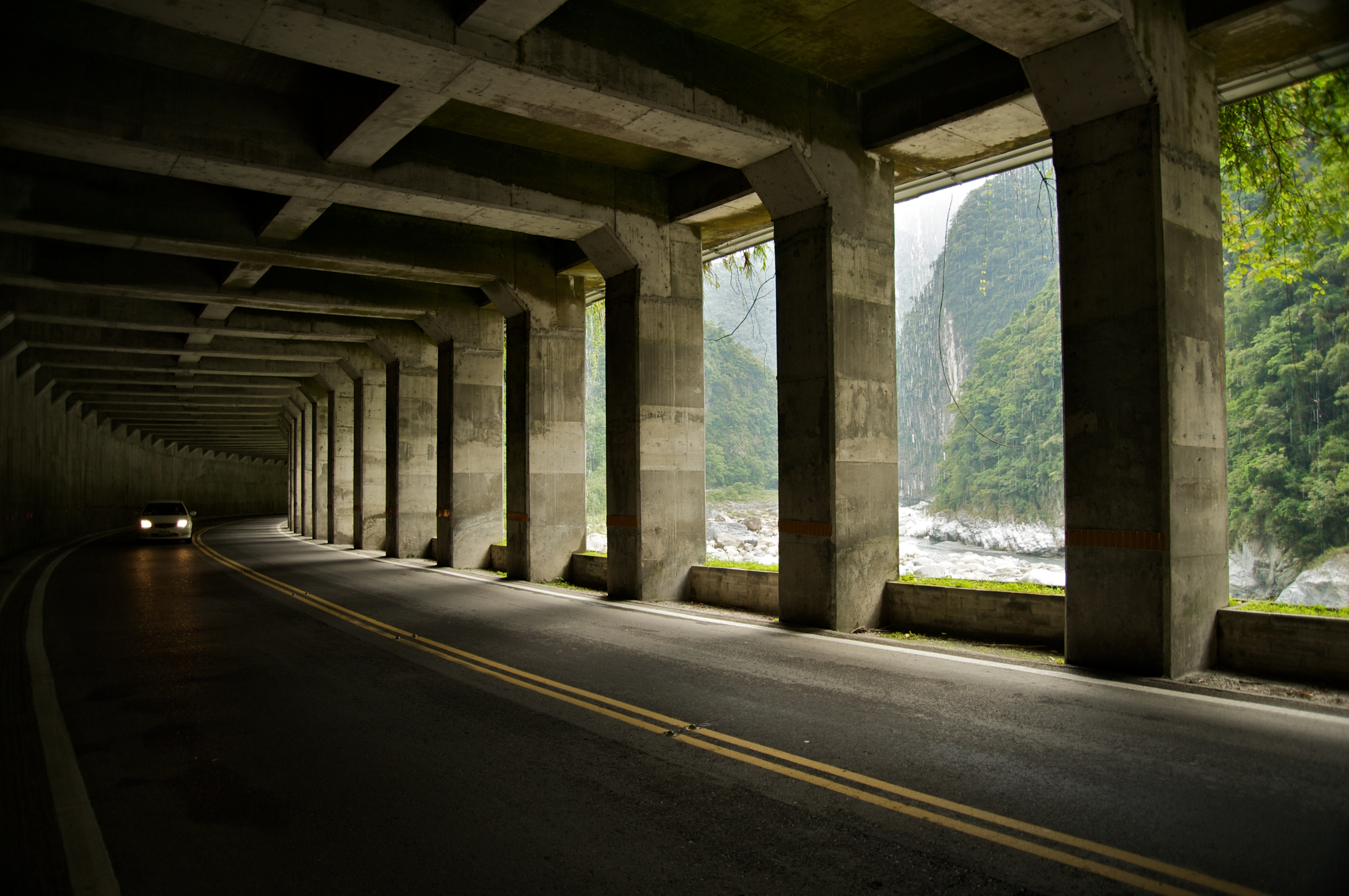
Тунель для запобігання каменепаду (明隧道)
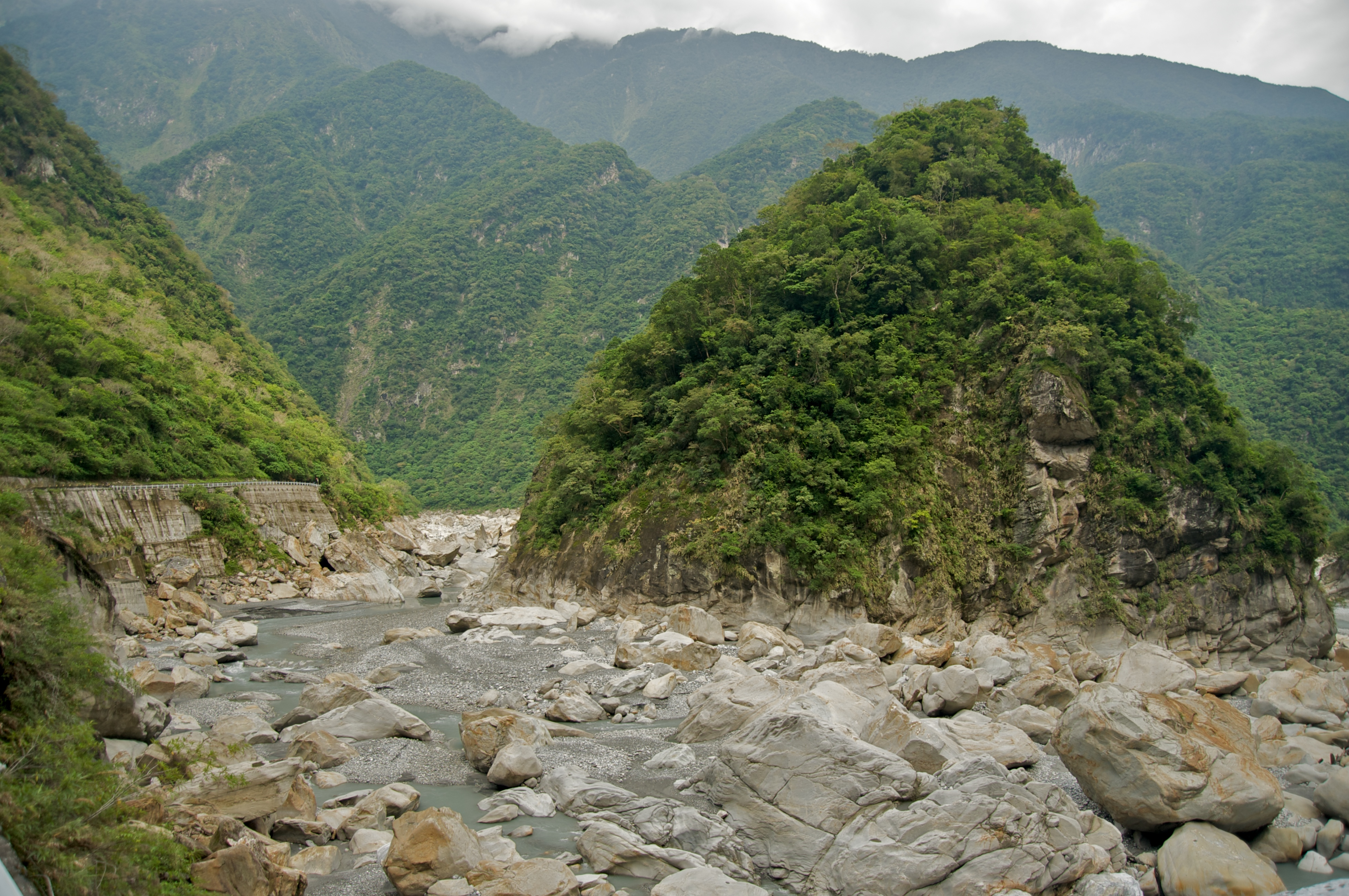
Види на ущелину
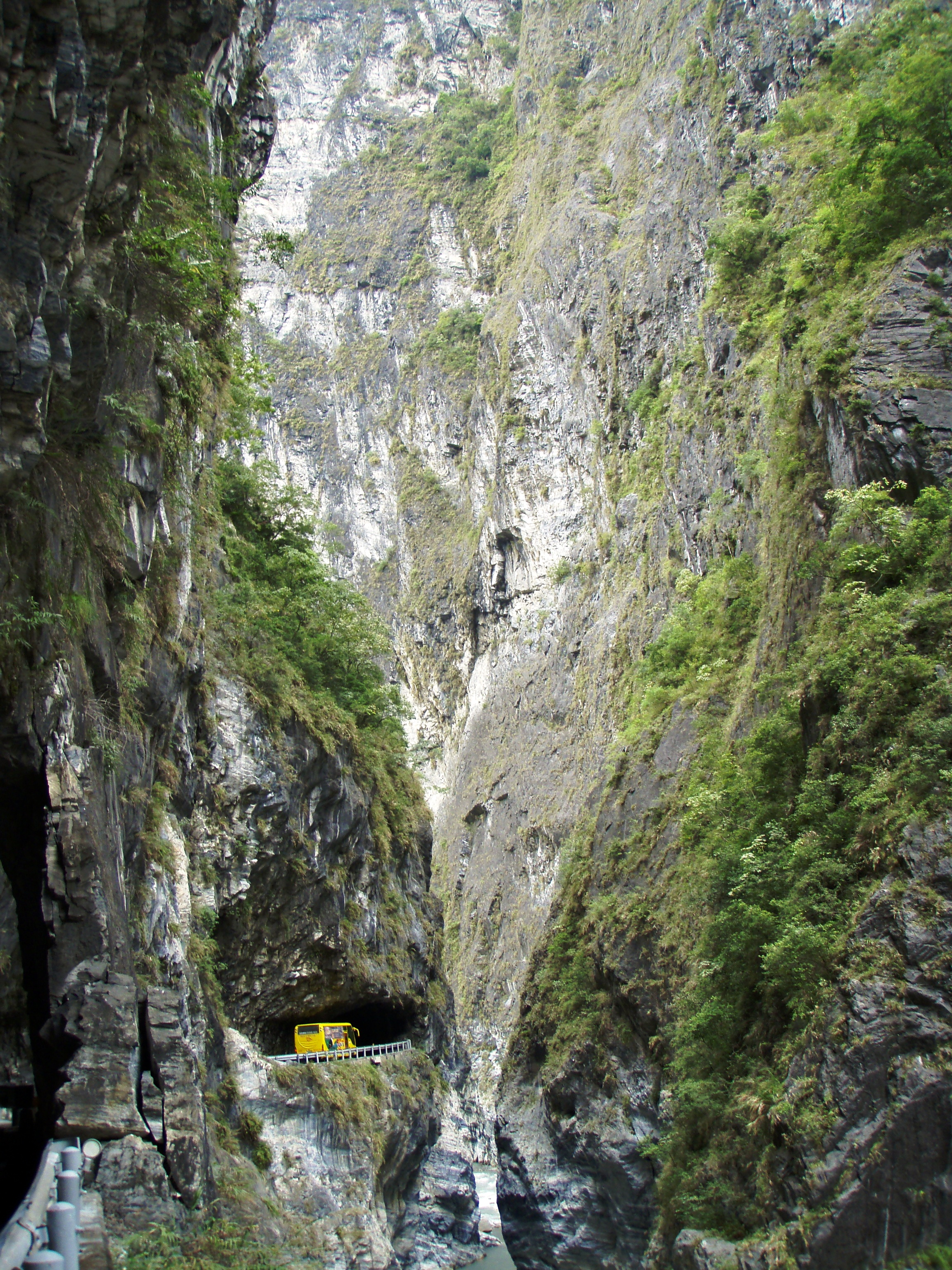
Ущелина Тароко на стежці Своллоу Грот
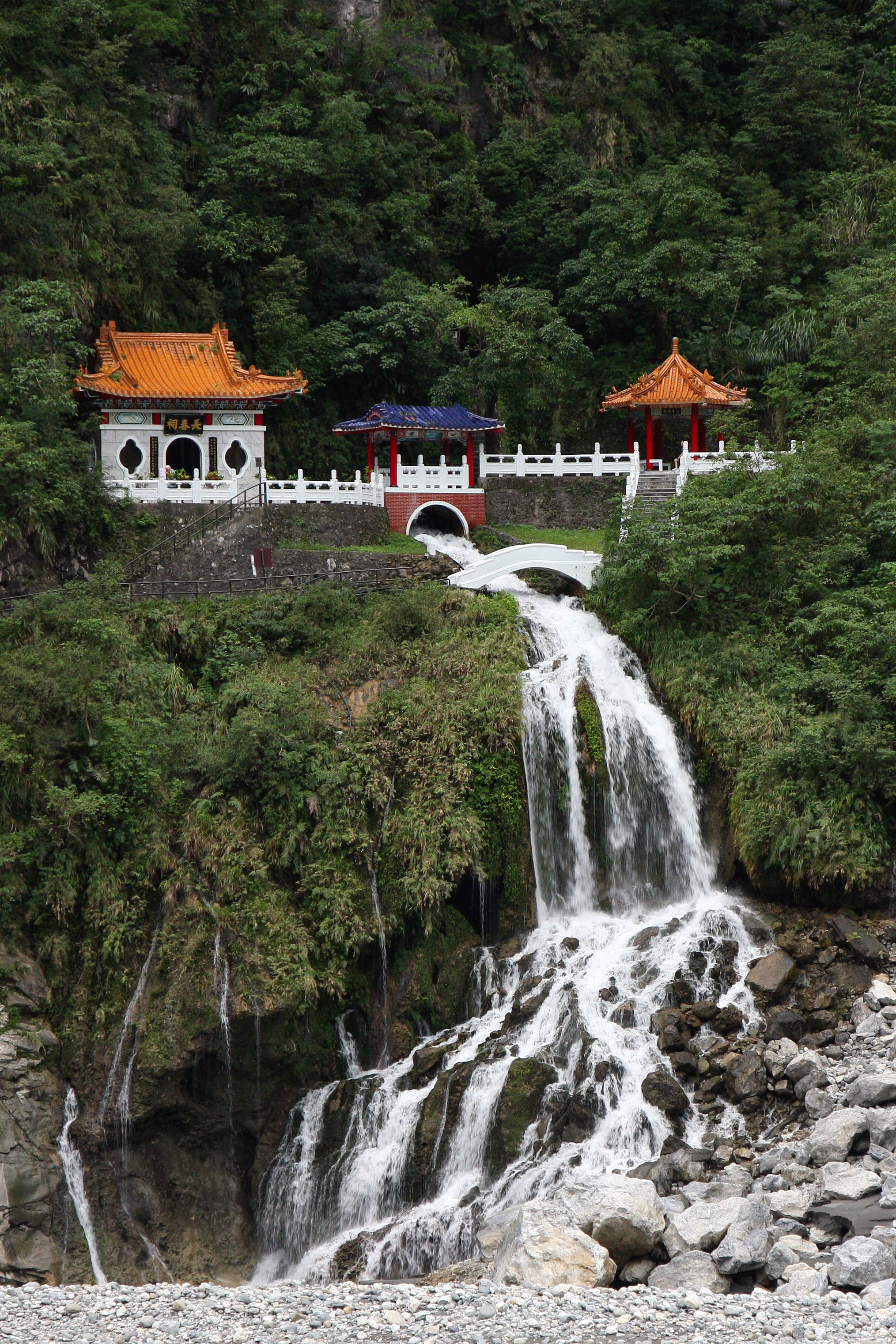
Святиня вічної весни, Національний парк Тароко, Хуалянь на східному узбережжі.
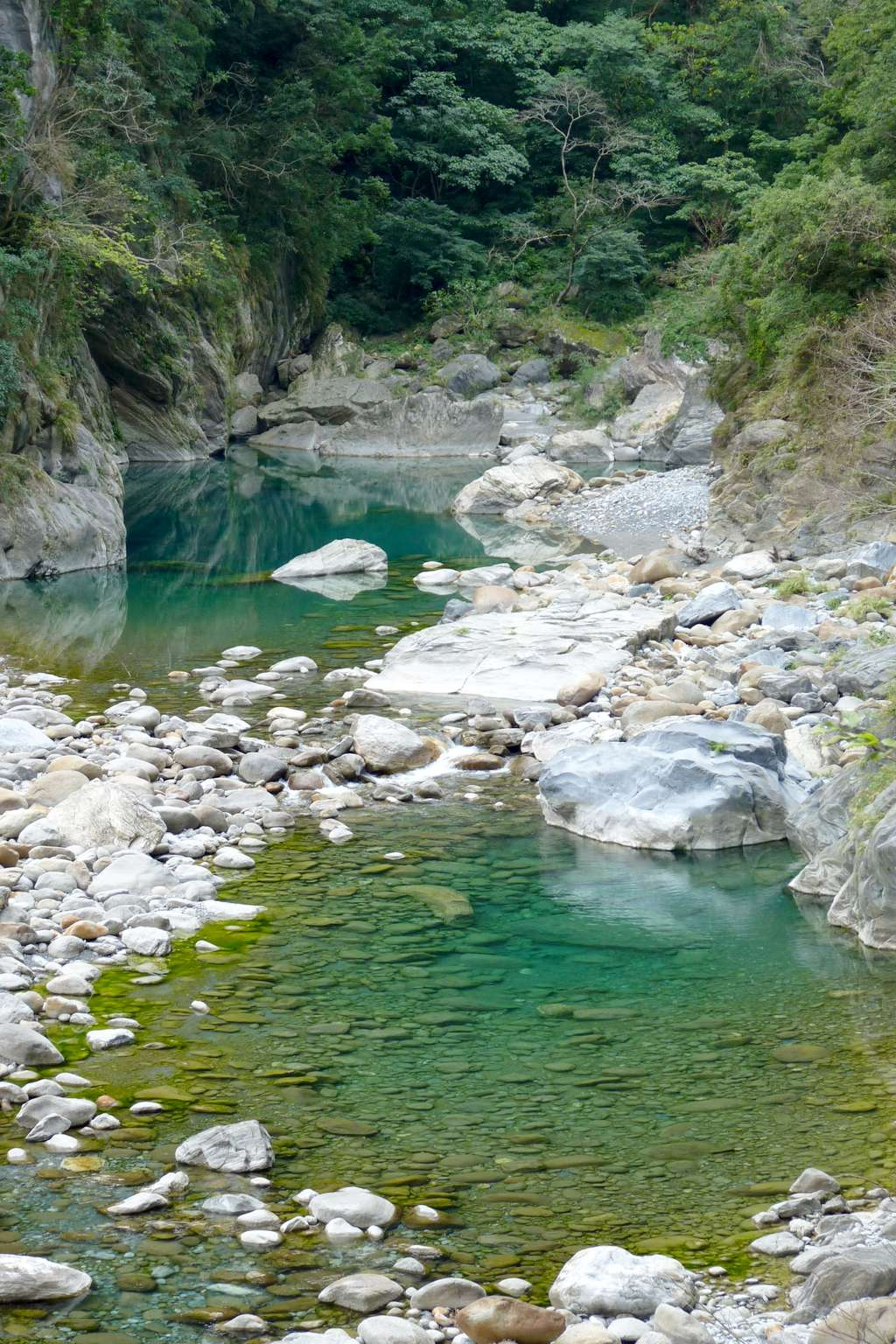
Річка Шакаданг
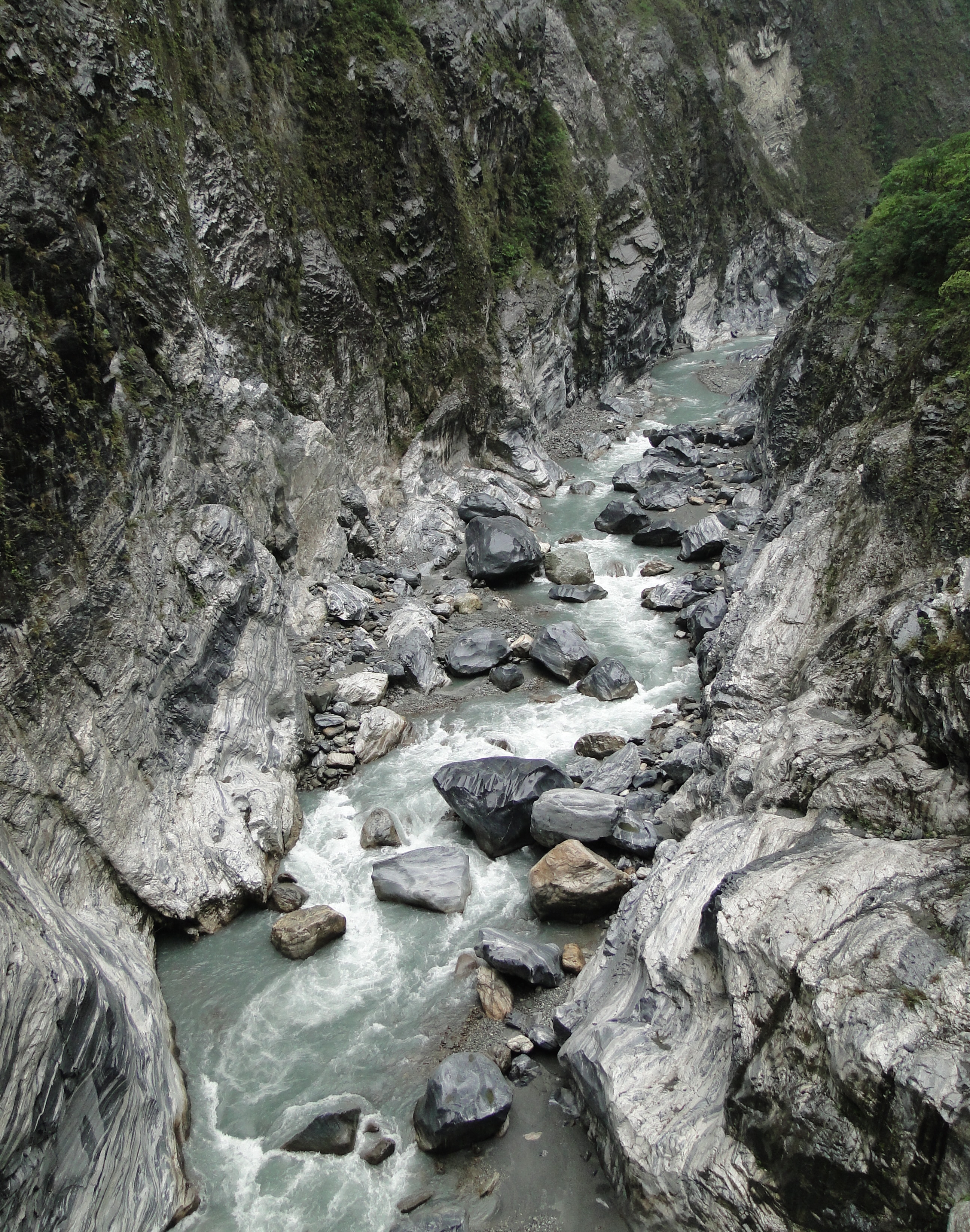
Річка Ліву
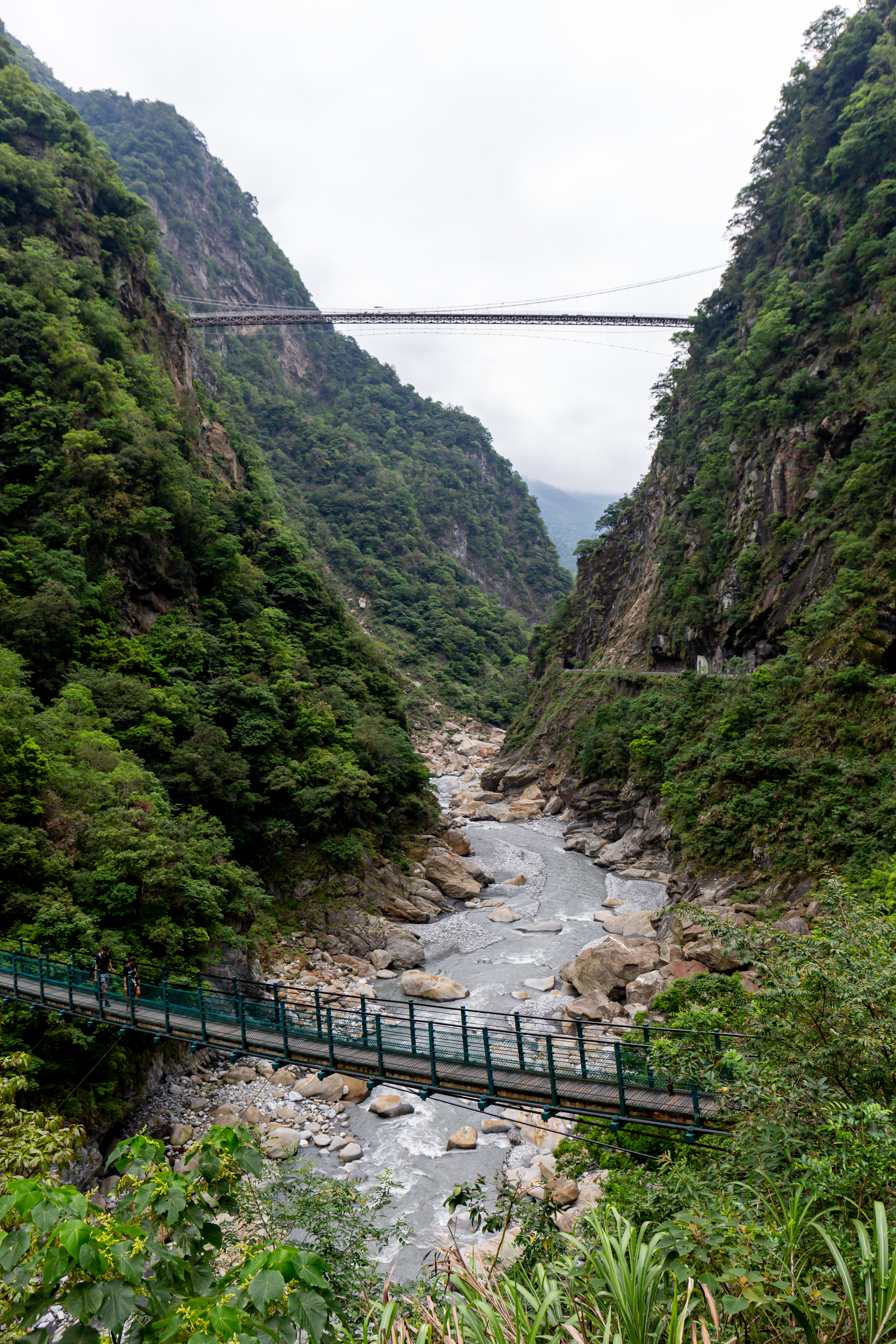
Підвісний міст Чжуйлу з автодорожнім мостом за ним
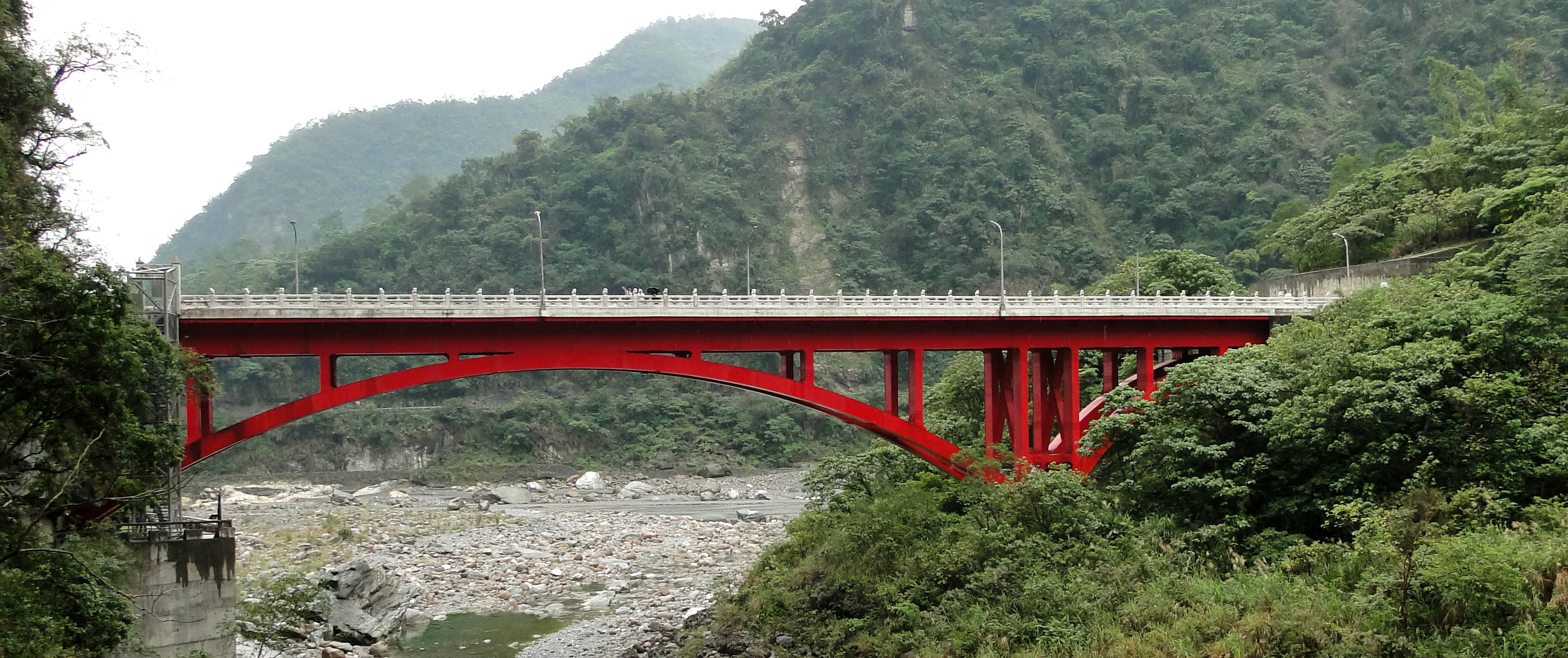
(Шакаданг) Міст 100 левів
- Національний парк Тароко з мопеда, 2011
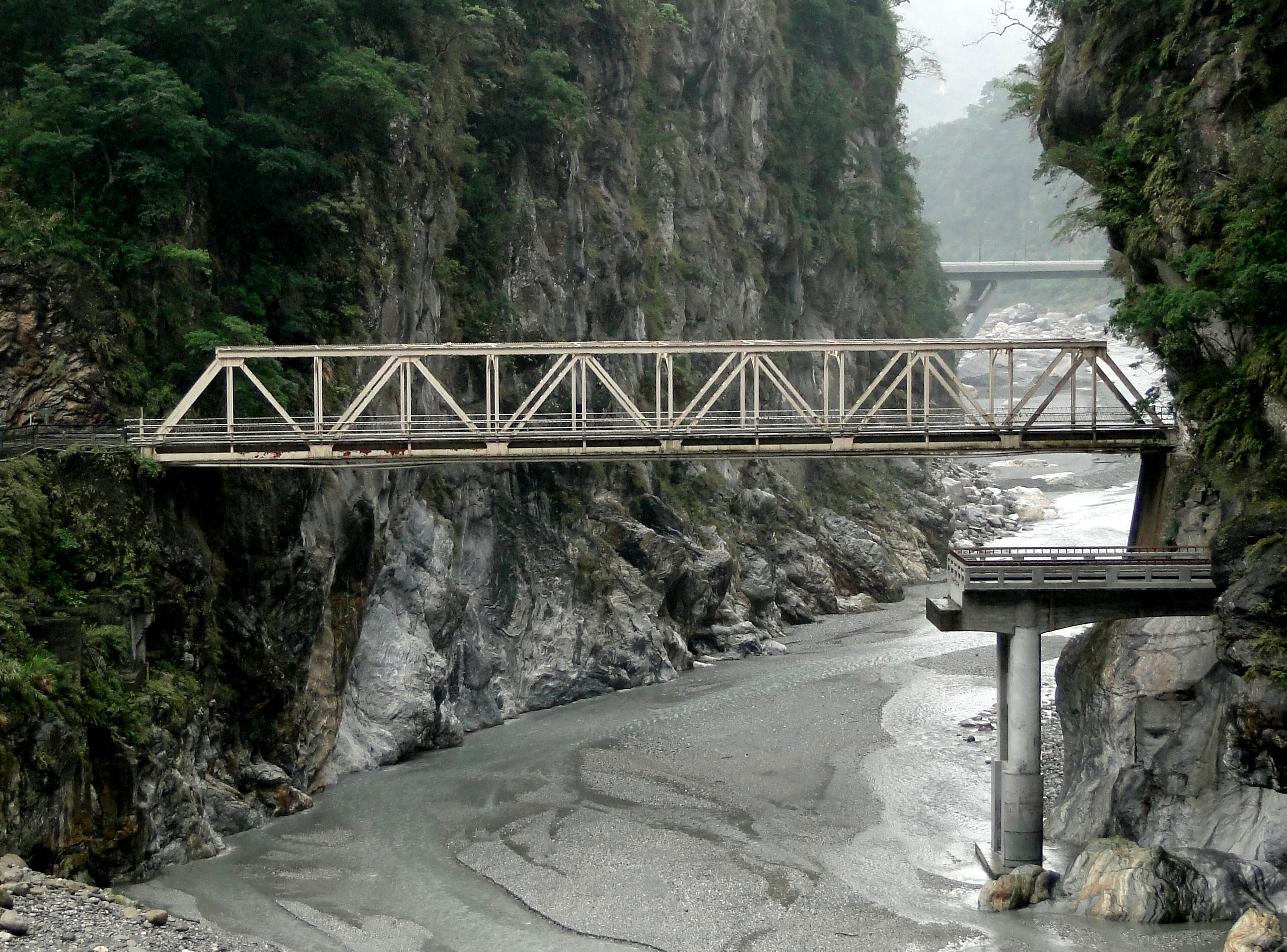
Міст Чанчунь
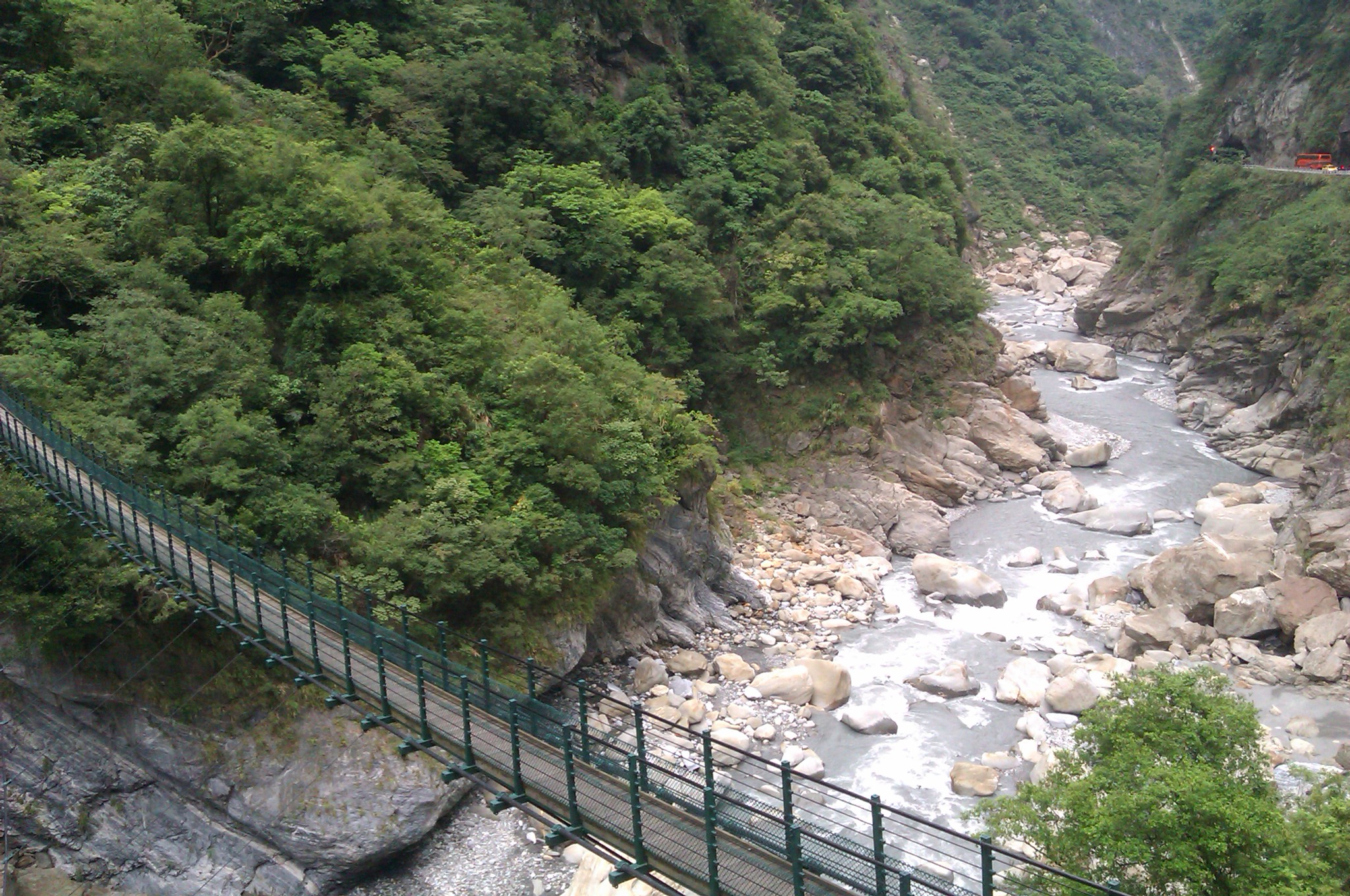
Підвісний міст Чжуйлу (на схід від Старої дороги Чжуйлу)
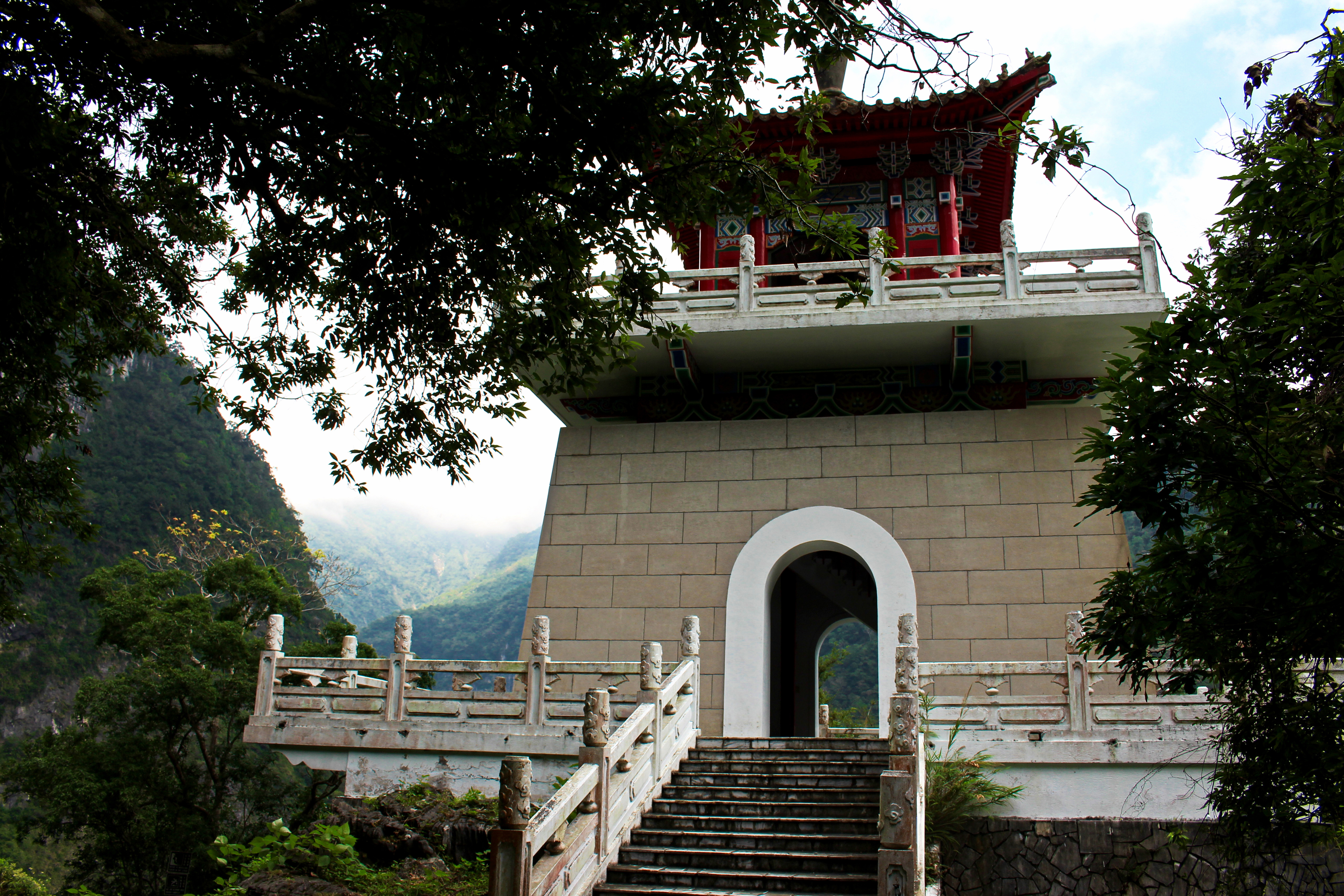
Дзвіниця на стежці храму Вічної Весни
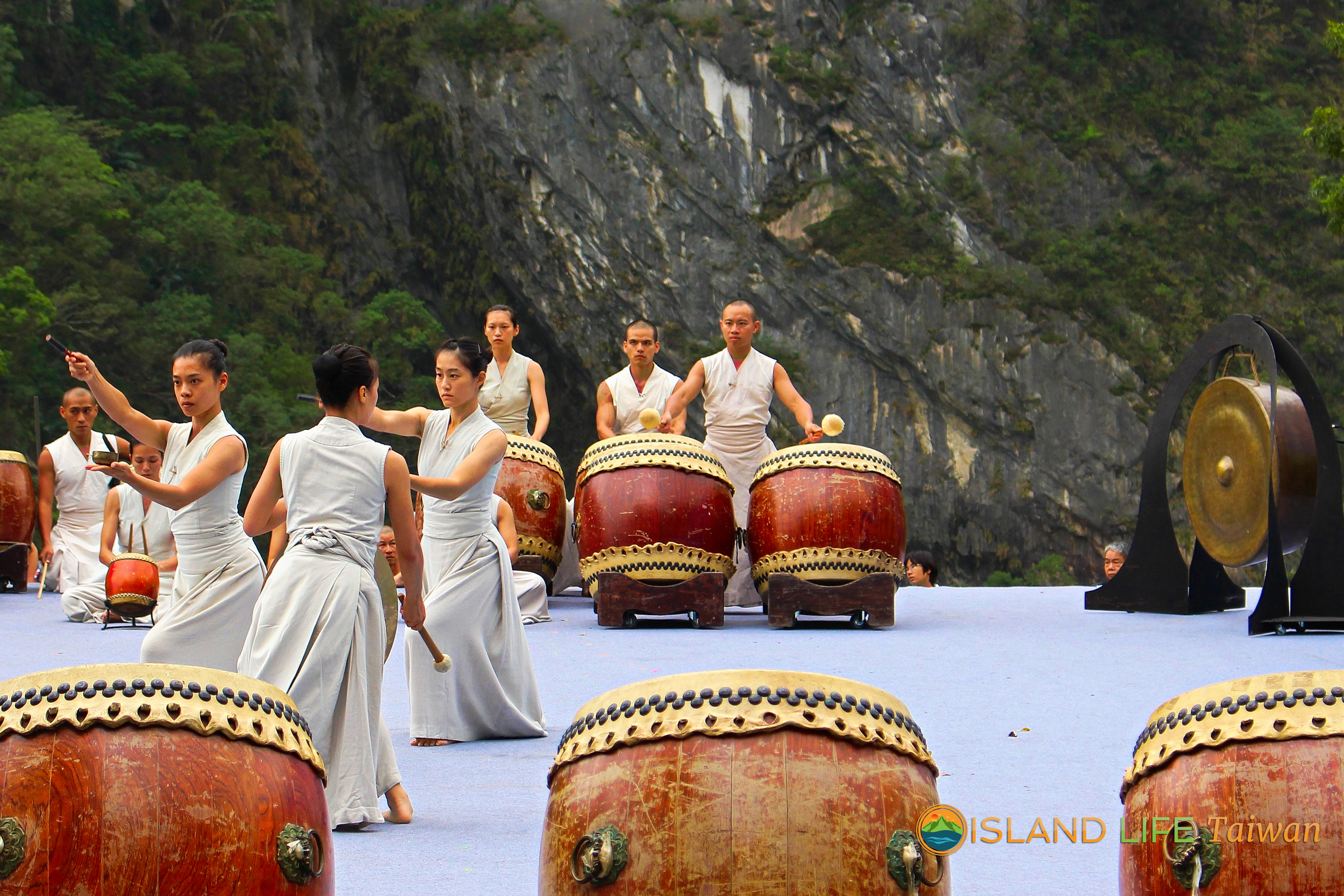
Музичний фестиваль Тароко
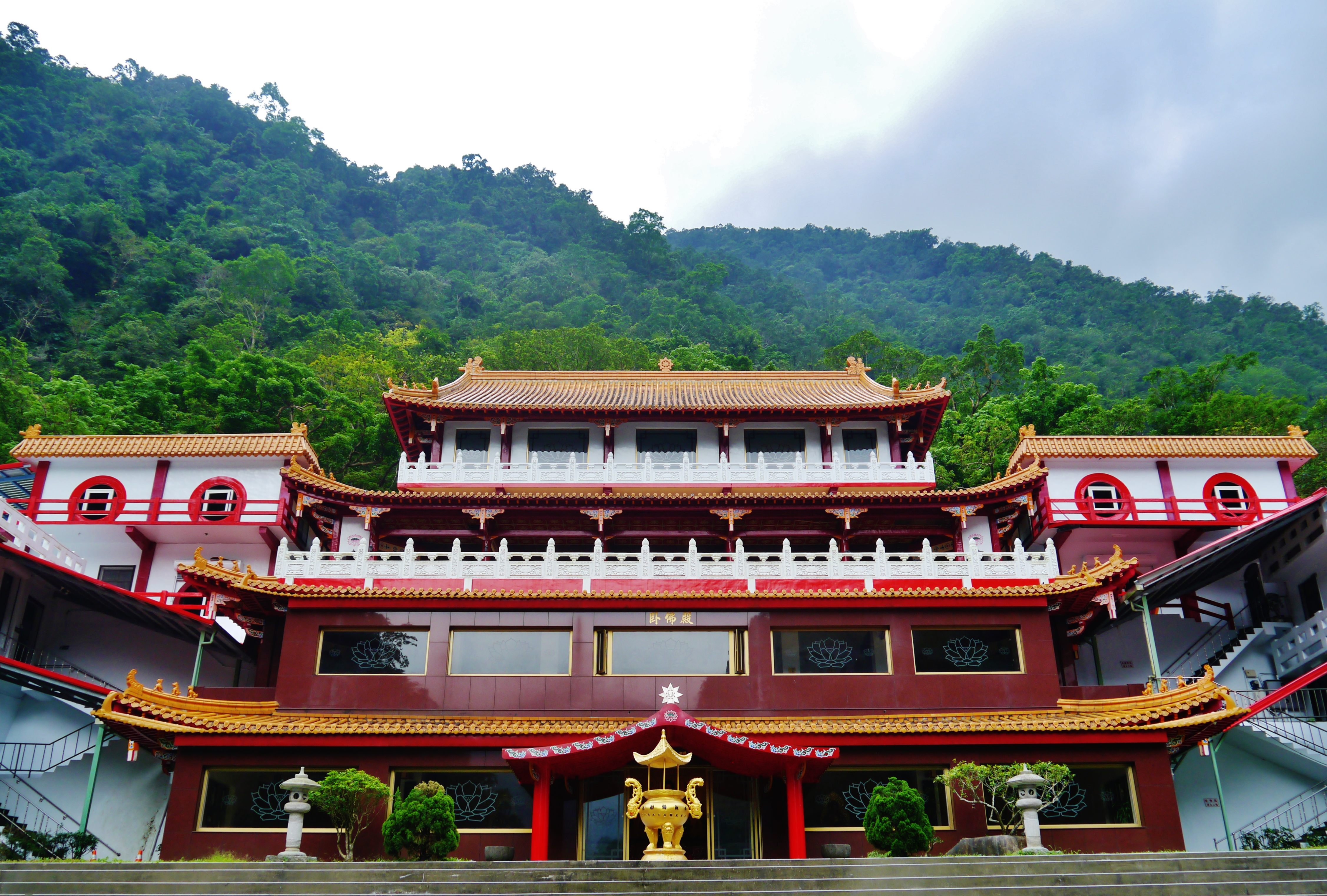
Храм Чангуан
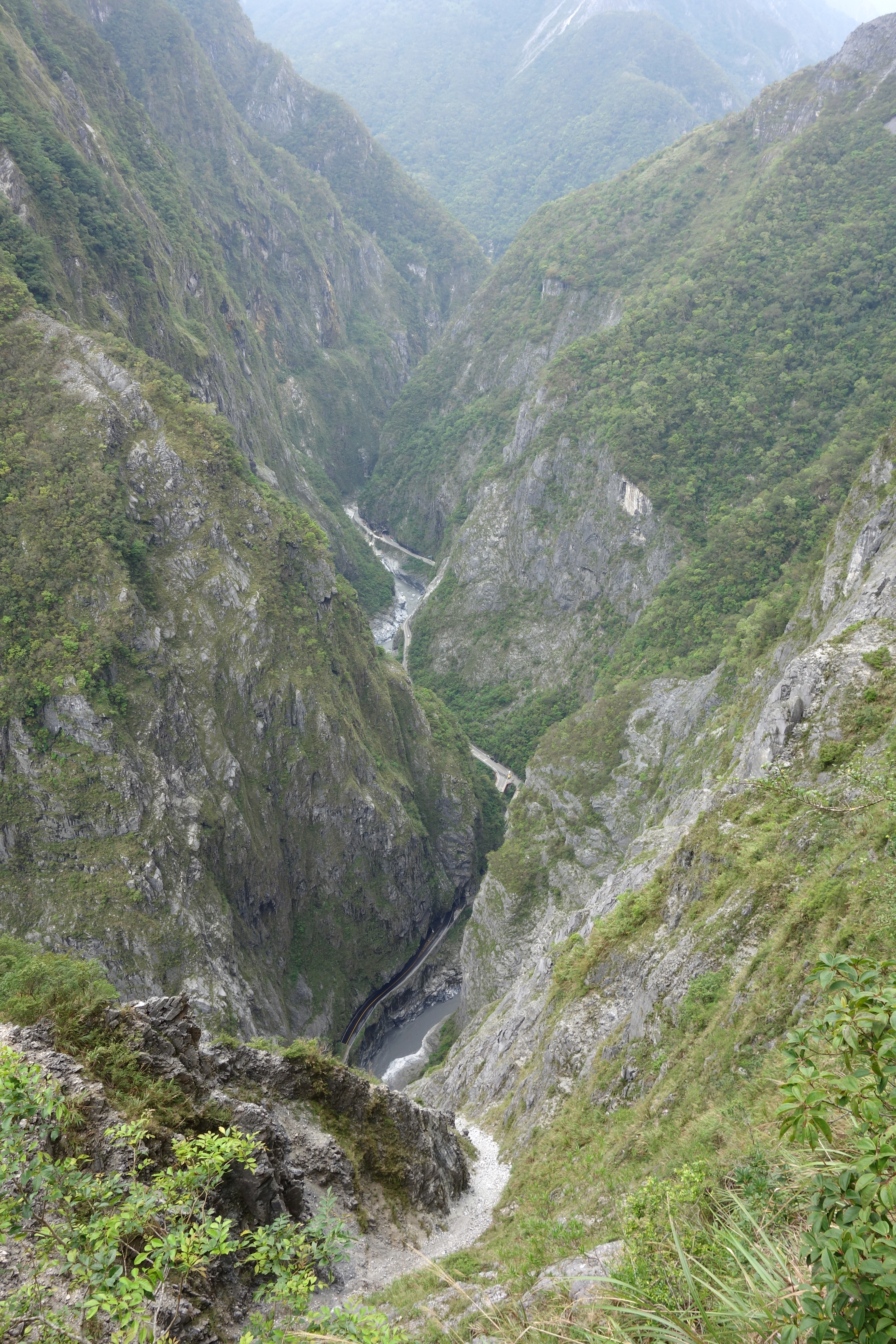
Ущелина Тароко від Старої дороги Чжуйлу
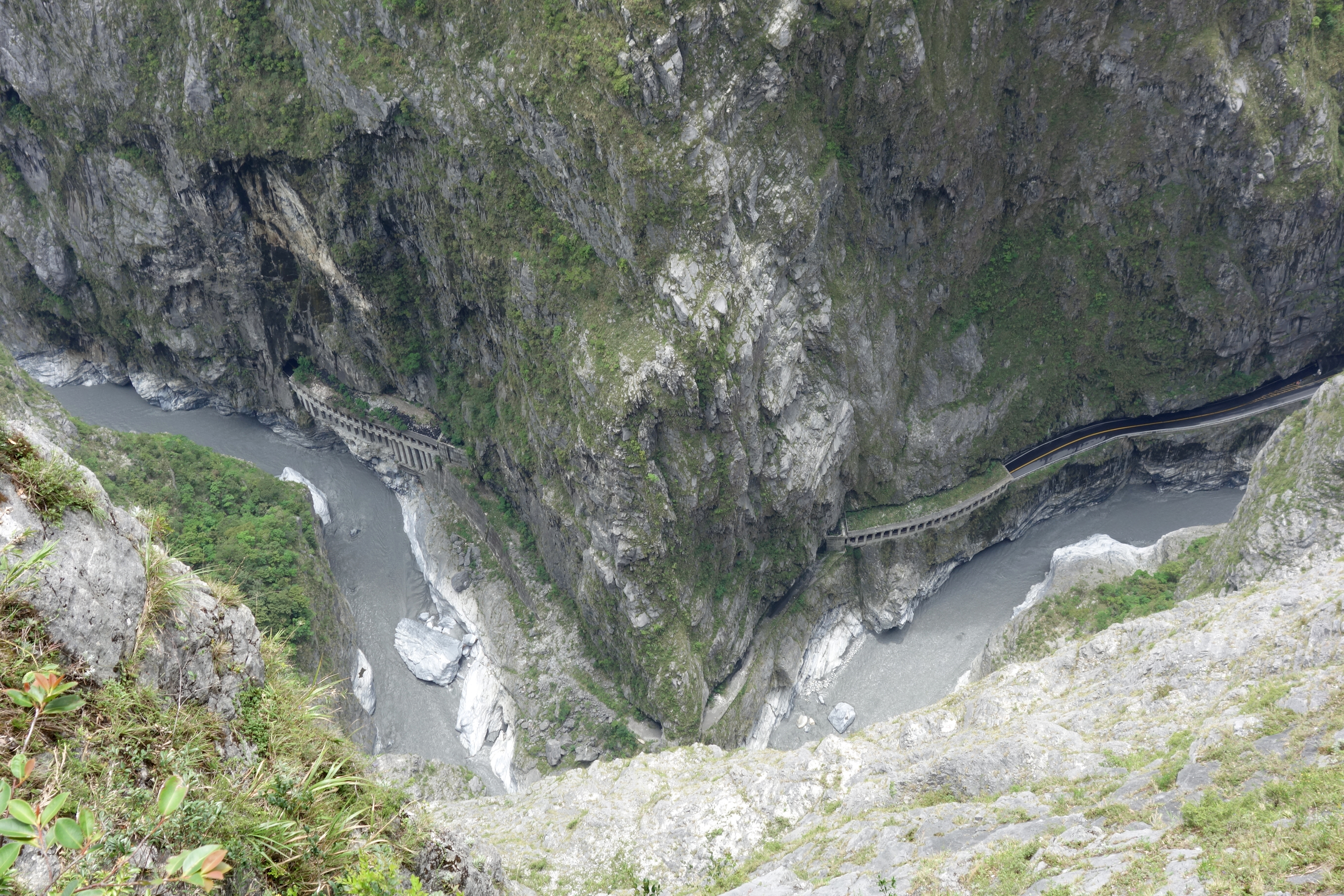
Тунель Чжуйлу від Старої дороги Чжуйлу